# كييتا ياموتشي
كييتا ياموتشي (باليابانية: 山内恵太) هو لاعب كرة قدم ياباني في مركز الدفاع، ولد في 16 أبريل 1994 في شيزوكا في اليابان. لعب مع YSCC Yokohama ‏.

## وصلات خارجية
- كييتا ياموتشي على موقع رابطة كرة القدم اليابانية للمحترفين (اليابانية)
- كييتا ياموتشي على موقع Soccerway.com (الإنجليزية)